# STS-61-K
STS-61-K, voluit Space Transportation System-61-K, was een oorspronkelijke spaceshuttlemissie die door de Columbia gedaan moest worden, maar werd geannuleerd omdat de Challenger verongelukte na de lancering op 28 januari 1986.

## Bemanning
De bemanning zou bestaan uit:
- Vance D. Brand
- S. David Griggs
- Robert L. Stewart
- Owen K. Garriott
- Michael L. Lampton
- Byron K. Litchtenberg
- Claude Nicollier
- Robert E. Stevenson